# James Scott, comte de Dalkeith
James Scott, comte de Dalkeith (23 mai 1674 – 14 mars 1705) est un aristocrate anglais et un homme politique.

## Biographie
Il est le fils de James Scott (1er duc de Monmouth) et Anne Scott. Il est aussi le petit-fils de Charles II. Le 2 janvier 1693/94, il épouse Henrietta Hyde (né à Hindon, Wiltshire, c. 1677, décédée le 30 mai 1730), fille de Laurence Hyde (1er comte de Rochester) et de Henrietta Boyle (en). Ils ont six enfants:
1. Francis Scott (2e duc de Buccleuch) (11 janvier 1695 – 22 mai 1751) marié (1) Jane Douglas (2) Alice Powell
2. Anne (1er avril 1696 – 11 octobre 1714)
3. Charlotte (30 avril 1697 – 22 août 1747)
4. Charles (mars 1700 – 4 avril 1700)
5. (nom inconnu) (14 janvier 1702 – 26 février 1719)
6. Henry (26 novembre 1704 – mort jeune)